# یواس‌اس توماس ای فریسر
یواس‌اس توماس ای فریسر (به انگلیسی: USS Thomas E. Fraser) یک کشتی بود که طول آن ۳۷۶ فوت ۶ اینچ (۱۱۴٫۷۶ متر) بود. این کشتی در سال ۱۹۴۴ ساخته شد.